# Batalha de Castiglione

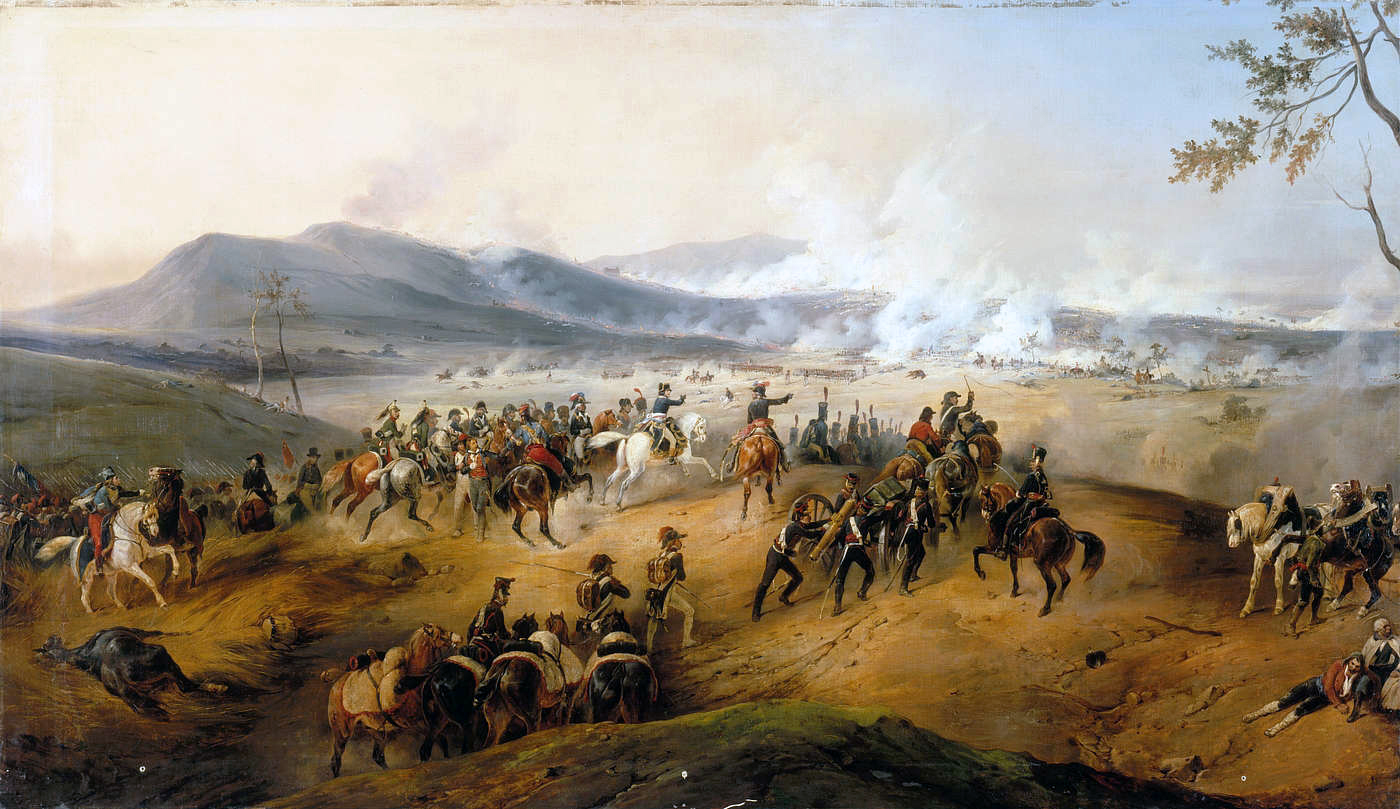
5 de agosto de 1796, aproximadamente 10 horas. Batalha de Castiglione. Sob o comando de Napoleão, Marmont traz artilharia para o Monte Medolano enquanto a divisão de Augereau inicia o ataque na planície central.

A Batalha de Castiglione viu o exército francês da Itália comandado pelo general Napoleão Bonaparte atacar um exército da monarquia dos Habsburgos liderado por Feldmarschall Dagobert Sigmund von Wurmser em 5 de agosto de 1796. Os austríacos em menor número foram derrotados e rechaçados ao longo de uma linha de colinas até a travessia do rio em Borghetto, onde se retiraram além do rio Mincio. A cidade de Castiglione delle Stiviere está localizada a 10 quilômetros (6 milhas) ao sul do Lago Garda, no norte da Itália. Esta batalha foi uma das quatro famosas vitórias conquistadas por Bonaparte durante a Guerra da Primeira Coalizão, parte da Guerras Revolucionárias Francesas. As outras eram Bassano, Arcole e Rivoli.
Castiglione foi a primeira tentativa do exército austríaco de quebrar o cerco francês de Mântua, que era a principal fortaleza austríaca no norte da Itália. Para atingir esse objetivo, Wurmser planejou liderar quatro colunas convergentes contra os franceses. Teve sucesso na medida em que Bonaparte levantou o cerco para ter mão de obra suficiente para enfrentar a ameaça. Mas sua habilidade e a velocidade da marcha de suas tropas permitiram ao comandante do exército francês manter as colunas austríacas separadas e derrotar cada uma durante um período de cerca de uma semana. Embora o ataque de flanco final tenha sido feito prematuramente, ele resultou em uma vitória.

## Resultados
Na batalha, os austríacos sofreram 2 000 mortos e feridos, mais 1 000 homens e 20 canhões capturados. Os franceses provavelmente perderam entre 1 100 e 1 500 homens.  Antes de deixar a área, o comandante austríaco reforçou Mântua com duas brigadas, e enviou alimentos muito necessários e evacuou os doentes. Wurmser então recuou pela margem leste do Adige para Trento. Bonaparte investiu novamente em Mântua. Mas, sem armas de cerco, ele só poderia bloquear o local e esperar que ele se rendesse à fome. Na campanha, os franceses tiveram aproximadamente 6 000 mortos e feridos. O total de baixas austríacas foi de 16 700.